# Argentinas herrlandslag i volleyboll
Argentinas herrlandslag i volleyboll (spanska: Selección masculina de voleibol de Argentina) representerar Argentina i volleyboll på herrsidan. Laget tog brons i VM 1982 samt vid OS 1988 och 2020 (spelat 2021).

### Fotnoter
1. 1 2 3 4 5 6 7 8 9 10 11 12 13 14 15 16 17 18 19 20 21 22 23 24 25 26 27 28 29 30 31 32  ”Sud. Mayores - Masculino” (på engelska). Confederación Sudamericana de Voleibol. http://www.voleysur.org/v2/resultados/rankingpiso.asp?c=MayoresMasculino. Läst 20 november 2023.
2. ↑  ”FIVB Volleyball Men's World Championship 2014 Qualification” (på engelska). Fédération Internationale de Volleyball. 24 september 2015. https://web.archive.org/web/20150924145143/http://www.fivb.org/PL/Volleyball/Competitions/WorldChampionships/2014/Men/pastresults.asp?year=1982. Läst 31 oktober 2023.
3. ↑  ”Olympedia”. https://www.olympedia.org/results/37341.
4. ↑  ”Olympedia”. https://www.olympedia.org/results/37404.
5. ↑  Todor Krastev. ”Men Volleyball XII World Championship 1990 Rio de Janeiro (BRA) - 18-28.10 - Winner Italy” (på engelska). http://www.todor66.com/volleyball/World/Men_1990.html. Läst 2 december 2023.
6. ↑  ”Olympedia”. https://www.olympedia.org/results/37560.
7. ↑  ”Olympedia”. https://www.olympedia.org/results/37660.
8. ↑  ”Olympedia”. https://www.olympedia.org/results/37760.
9. ↑  ”2010 FIVB Volleyball World Championship - Italy” (på engelska). Fédération Internationale de Volleyball. http://www.fivb.org/EN/Volleyball/Competitions/WorldChampionships/2010/Men/FinalStanding.asp?Tourn=MWCH2010. Läst 4 februari 2024.
10. ↑  ”Olympedia”. https://www.olympedia.org/results/329000.
11. ↑  ”Tournament Standing - FIVB Volleyball Men's World Championship Poland 2014” (på engelska). Fédération Internationale de Volleyball. http://poland2014.fivb.org/en/competition/final-standing. Läst 4 februari 2024.
12. ↑  ”Olympedia”. https://www.olympedia.org/results/396200.
13. ↑  ”FIVB Volleyball World League 2017” (på engelska). Fédération Internationale de Volleyball. http://worldleague.2017.fivb.com/en. Läst 4 februari 2024.
14. ↑  ”VNL 2021 - Men's standings” (på engelska). Volleyball World. https://en.volleyballworld.com/volleyball/competitions/volleyball-nations-league/2021/standings/men/#round-f. Läst 23 april 2024.
15. ↑  ”Olympedia”. https://www.olympedia.org/results/19001150.
16. ↑  ”VNL 2022 - Men's standings.” (på engelska). Volleyball World. https://en.volleyballworld.com/volleyball/competitions/volleyball-nations-league/2022/standings/men/#round-f. Läst 23 april 2024.
17. ↑  volleyballworld.com. ”FIVB Men's World Championship 2022” (på engelska). https://en.volleyballworld.com/volleyball/competitions/men-world-championship-2022/standings/#round-f. Läst 4 februari 2024.
18. ↑  ”VNL 2023 - Men's standings” (på engelska). Volleyball World. https://en.volleyballworld.com/volleyball/competitions/volleyball-nations-league/2023/standings/men/#round-f. Läst 23 april 2024.
19. ↑  ”Ranking de todas las Competencias de Voleibol de Playa de la CSV” (på engelska). Confederación Sudamericana de Voleibol. http://www.voleysur.org/v2/resultados/rankingpiso.asp?c=MayoresMasculino. Läst 3 mars 2024.
20. ↑  volleyballworld.com. ”VNL 2024 Men’s Standings  -  Volleyball World” (på engelska). https://en.volleyballworld.com/volleyball/competitions/volleyball-nations-league/standings/men/#round-f. Läst 27 november 2024.
21. ↑  ”Volleyball Olympic Games Paris 2024 - Men's standings.” (på engelska). Volleyball World. https://en.volleyballworld.com/volleyball/competitions/volleyball-olympic-games-paris-2024/standings/men/#round-f. Läst 12 augusti 2024.
22. ↑  Senaste tillfället då någon kontrollerade att de inmatade tabelluppgifterna stämmer. Uppgifter kan ha matats in senare utan att kontrolleras av någon annan
23. ↑  Todor Krastev (21 mars 1970). ”Men Volleyball X World Championship 1982 - Buenos Aires (ARG) - 01-15.10 - Winner Soviet Union” (på engelska). Sport Statistics. Arkiverad från originalet den 24 augusti 2011. https://web.archive.org/web/20110824033629/http://todor66.com/volleyball/World/Men_1982.html. Läst 26 juni 2015.